# Tomasz Kunz
Tomasz Kunz (ur. 1969) – polski doktor habilitowany nauk humanistycznych, tłumacz, teoretyk i krytyk literacki, redaktor. Pracownik Katedry Antropologii Literatury i Badań Kulturowych na Wydziale Polonistyki Uniwersytetu Jagiellońskiego, sekretarz redakcji czasopisma Wielogłos. W latach 2020–2022 członek jury Wrocławskiej Nagrody Poetyckiej "Silesius". Zajmuje się teorią literatury i historią literatury, w tym przede wszystkim twórczością Rafała Wojaczka, Tadeusza Różewicza i Marcina Świetlickiego.
Autor książek Strategie negatywne w poezji Tadeusza Różewicza. Od poetyki tekstu do poetyki lektury (Kraków 2005), za którą otrzymał nagrodę Ministra Nauki i Szkolnictwa Wyższego, oraz Więcej niż słowa. Literatura jako forma istnienia (Kraków 2019). Jako tłumacz przełożył na język polski m.in. 10 książek Zygmunta Baumana.
Mieszka w Krakowie.